# Schmuck Andor
Schmuck Andor Ákos (Budapest, 1970. szeptember 2. – Budapest, 2025. július 14.) magyar baloldali politikus, közéleti személyiség.

## Élete
A budapesti Földes Ferenc Kereskedelmi Szakközépiskolában érettségizett 1989-ben, majd osztálytársaival egy éjjel-nappali közértet nyitott a Dohány és a Rottenbiller utca sarkán. Politikai pályafutását a Magyar Szocialista Párttal (MSZP) szorosan együttműködő Baloldali Ifjúsági Társulásban (BIT) kezdte. 1994 és 1998 között Újpesten helyi önkormányzati képviselő volt. 1995-ben a Xénia Láz Egyesület titkáraként működött, majd egy ideig a Magyar Motorsport Szövetség elnöke. 2000 szeptemberében részt vett Az Európai Magyarországért mozgalom megalapításában, az év végén Zámbó Jimmy személyi menedzsereként működött. Schmuckot 2001. május végén az MSZP újpesti alapszervezete fegyelmivel kizárta tagjai sorából. 2004-ben az ő közreműködésével alakult meg a Tisztelet Társasága nevű, szépkorúakat támogató szervezet. 2012. július 28-án a Magyarországi Szociáldemokrata Párt ügyvezető elnökévé választották, majd a párton belüli szakadás miatt 2013 májusában létrehozta a rövid életű Szociáldemokraták Magyar Polgári Pártját, ami a 2014-es választáson is indult, de mandátumot nem szerzett. Ezután a párt mozgalommá alakult, amelynek legfőbb célja „a hazai közéletben fellelhető náci eszméket vallók felkutatása és bemutatása". 
A következő években több pozícióért is elindult, részben a párt/mozgalom színeiben: 2014-ben a Kiss Péter szocialista képviselő halála miatt megüresedett budapesti 11. számú választókerületben kiírt időközi országgyűlési választáson, majd a 2019-es önkormányzati választáson a főpolgármesterségért, amit nem sokkal ezután az V. kerület polgármesteri indulására cserélt, aztán 2022-ben szintén az V. kerület időközi választásán is, majd a 2024-es önkormányzati választáson ismét a főpolgármesterségért, de érdemi támogatás híján minden esetben sikertelenül.

## Magánélete
2009 júniusában feleségül vette kedvesét, Krisztinát a Szent István-bazilikában, a vőlegény tanúja Korda György, a menyasszonyé Fodor Zsóka volt. Másfél év házasság után elváltak.
2019 szeptemberében elvette Hanák Esztert, de 2021-ben tőle is elvált.
Gyerekkora óta túlsúlyos volt, ami miatt már akkor is gúnyolódtak rajta, de ő elfogadta magát ilyennek, bár fogyókúra keretében egyszer 52 kilót adott le.

## Halála
Miután 2025. július 12-én posztolt utoljára a Facebookon, ismerősei nem tudták elérni, ezért értesítették a hatóságokat. Július 14-én tűzoltók törtek be a lakásába, ahol holtan találták. Hosszú ideje súlyos betegséggel küzdött, de halálának okát még nem erősítették meg.

## Könyvei
- Bal-eseteim. Első csapás; fotó Gordon Eszter, Vörös Szilárd; EPS Trade Kft., Bp., 2001 ISBN 9630069997
- Tinder-tündérek; Inícium Kft., Bp., 2024 ISBN 9786150207308[16]

## Díjai, elismerései
- Emberi Hang díj (2018)[17]
- Magyar Tolerancia díj, Európai kategória, Emberi Értékek Díjátadó Gála (2022)
- Magyar Esélyegyenlőségi Díj, Európai Nagydíj kategória, Emberi Értékek Díjátadó Gála (2023)